# Artrave: The Artpop Ball Tour
Artrave: The Artpop Ball Tour (estilizado como artRAVE: The ARTPOP Ball Tour) fue la cuarta gira musical de la cantante y compositora estadounidense Lady Gaga, realizada para promocionar su tercer álbum de estudio Artpop, de 2013. El recorrido comenzó el 4 de mayo de 2014 en Fort Lauderdale, Estados Unidos, y terminó el 24 de noviembre del mismo año en París, Francia. Además de tener largas etapas por Norteamérica y Europa, la gira también visitó pero en menor medida Asia y Oceanía. Con ello, la cantante ofreció conciertos por primera vez en países como los Emiratos Árabes Unidos, Grecia y Turquía. Asimismo, volvió a dar presentaciones en Israel, la República Checa y Portugal, territorios que no visitaba desde The Fame Ball Tour y The Monster Ball Tour. A diferencia de sus tres recorridos anteriores, con el artRAVE muy pocas ciudades tuvieron presentaciones múltiples, siendo Londres y París las únicas con más de dos. Algunos de sus teloneros fueron la artista Lady Starlight, quien ha servido como acto de apertura en todas las giras de Gaga, también se vieron variedad de artistas japoneses y surcoreanos, especialmente grupos, como Crayon Pop y Momoiro Clover Z.
Referente al espectáculo en sí mismo, el escenario principal constaba de una gran pantalla y una escenografía inspirada en el monte Olimpo de Grecia, en el resto del recinto se extendían unas pasarelas hechas con paneles trasparentes que permitían al público ver desde cualquier ángulo. En el listado de canciones eran incluidas todas las canciones de ARTPOP, además de los mayores éxitos de la cantante de sus discos anteriores, como «Poker Face» y «Bad Romance». Igualmente, los atuendos utilizados estuvieron inspirados en Afrodita y Venus. Por otra parte, críticos de todo el mundo dieron diversas opiniones sobre el espectáculo, varios de ellos coincidiendo que la actuación estaba cargada de energía y que la intérprete tenía una fuerte conexión con sus seguidores, así como un buen rendimiento vocal. Aunque, algunos mencionaron haber visto cierto desgaste en el rendimiento en vivo de la cantante desde The Monster Ball Tour, principalmente en las coreografías. Comercialmente, la gira fue todo un éxito. En 73 conciertos reportados, se recaudaron un total de US$83 040 746, y se vendieron 920 088 entradas, dando un promedio de asistencia de 12 603 y una recaudación promedio de $1 137 544 por concierto. Con ello, se convirtió en la octava gira más exitosa del año y segunda encabezada por una solista femenina. El último concierto, fue grabado y transmitido en vivo desde el Palais Omnisports de Paris-Bercy por Yahoo! para conmemorar el cierre de la era.

## Antecedentes y desarrollo
El 11 de noviembre, Gaga realizó una fiesta gratuita llamada ArtRave en el Astillero Naval de Brooklyn de Nueva York para celebrar el lanzamiento mundial de ARTPOP. El evento, transmitido en vivo y patrocinado por VEVO, contó con la asistencia de celebridades como Jeff Koons, Marina Abramovic, Inez & Vinoodh y Robert Wilson, quienes presentaron algunos de sus nuevos trabajos. Concretamente, Koons mostró tres esculturas de la cantante las cuales fueron exhibidas en el edificio durante toda la noche. A lo largo de la noche, Gaga interpretó diversas canciones del álbum, como «Aura», «Venus», «Gypsy», «Do What U Want» y «Applause». Más tarde, el 3 de diciembre, decidió tomar el concepto del ArtRAVE (la celebración de ARTPOP), y anunció que la gira promocional del álbum se llamaría ArtRAVE: The ARTPOP Ball Tour. Asimismo, anunció que comenzaría en Norteamérica para compensar a aquellos seguidores que no pudieron ver los últimos conciertos de The Born This Way Ball Tour por la fractura de cadera que la cantante sufrió a inicios de 2013. El 5 del mismo mes, la cantante dio detalles sobre la gira escribiendo en su cuenta Twitter que: 

«¡El artRAVE: The ARTPOP Ball será una gran fiesta que combine la música, la moda y la tecnología en una presentación explosiva! [...] Nos llevará a otro planeta de otra galaxia en un espacio-tiempo diferente. Será una fiesta salvaje de reinvención, de un espíritu creativo. Habrá un Monster Pit en el escenario, ¡y seguiré eligiendo veinte admiradores a lo largo de la noche para que suban al escenario de manera gratuita!».

Más tarde, el 29 de enero de 2014, Gaga anunció la lista de conciertos que se darían en Europa, siendo veintiuno en total. Aunque, dada la alta demanda el número aumentó a veintitrés. En una entrevista con la radio británica Capital FM, la cantante dijo que la gira sería «una verdadera fiesta delirante». Reveló que el escenario contaría con dos pasarelas para poder interactuar con cada persona del lugar, y que el concierto en general tendría como finalidad que todos los que asistan pasen un buen rato junto a ella. Al poco tiempo fueron reveladas las fechas para Oceanía. Por primera vez, no se añadió ninguna fecha para Nueva Zelanda. Posteriormente, se añadió un espectáculo para Japón y uno para Corea del Sur. Debido a la alta demanda en Japón, fue añadida una segunda fecha para el día siguiente. Más tarde, seis nuevas fechas fueron añadidas en los Estados Unidos, las cuales estarían a la venta oficialmente el 28 de marzo. Semanas después fueron añadidos dos espectáculos para la etapa europea, uno para Grecia y otro para Turquía.
El 17 de marzo, Gaga reveló un plano del escenario de la gira a través de Twitter. El escenario principal consta de una gran pantalla y una escenografía blanca inspirada en el monte Olimpo, Grecia. A lo largo del recinto se extiende una pasarela transparente que luego se va dividiendo, finalizando en la ARTPOP Zone. El 8 de mayo, tras haber iniciado la gira, Gaga respondió diversas preguntas a sus admiradores vía Twitter, donde comentó que el espectáculo sufriría algunos cambios a la larga, desde la inclusión de nuevas canciones hasta el uso de nuevos trajes.

## Sinopsis
Esta descripción pertenece únicamente al primer concierto de la gira. Durante los espectáculos posteriores hubo cambios en las canciones y vestuarios.

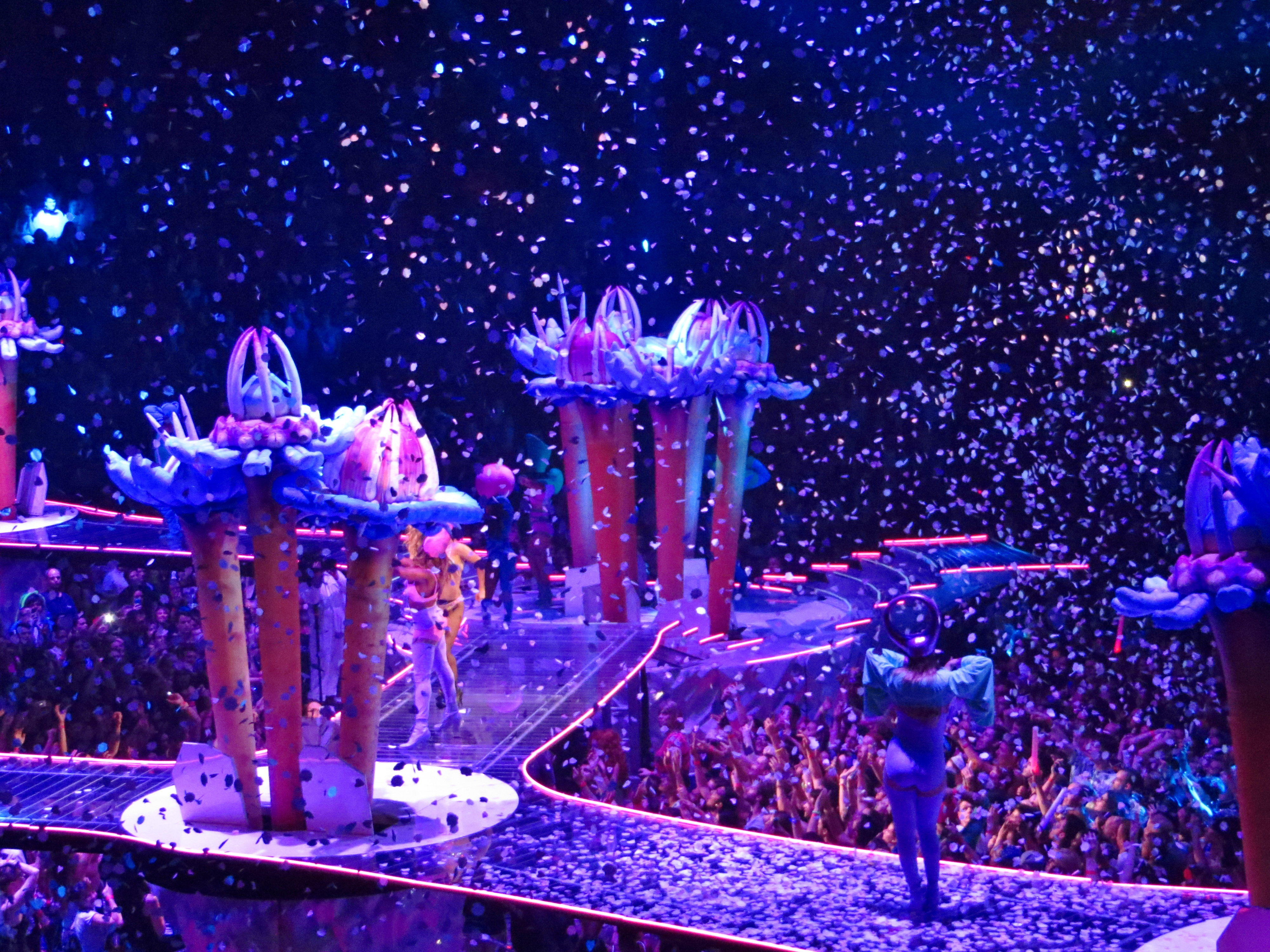
Flores en el escenario durante la presentación de «Venus», confeti igualmente visible en toda la arena.

El recital está basado en una fiesta rave, cuyo concepto es por primera vez usado en una gira musical. El concierto da inicio con Gaga emergiendo del escenario mientras utiliza un traje dorado con alas y una gazing ball en el pecho similar a la usada en la portada de ARTPOP y en seguida comienza a cantar la canción que da título al álbum. Sus bailarines remueven las alas del atuendo y se interpreta «G.U.Y.» seguida de «Donatella». Gaga desaparece del escenario momentáneamente para colocarse una capa de látex transparente con diamantes, así canta «Fashion!» en el piano central de la arena y concluye el primer acto. Después, inicia el segundo acto con la cantante dando la bienvenida al público a su planeta e introduciendo «Venus». Durante esta presentación, emergen flores gigantes del escenario, y tras concluir la canción se presenta «MANiCURE» junto con «Cake Like Lady Gaga» para finalizar el segundo acto. Durante el tercer acto Gaga utiliza un vestido corto color blanco e interpreta un mash-up de sus dos primeros sencillos, «Just Dance» y «Poker Face». Uno de sus bailarines remueve la falda del vestido y la cantante presenta «Telephone» para cerrar el tercer acto. Mientras se cambia de atuendo, suena «Partynauseous» como interludio, y antes de finalizar la canción Gaga reaparece con un traje de pulpo inflable azul con lunares color rosa, con el que posteriormente canta «Paparazzi». Tras remover parte de este atuendo, interpreta «Do What U Want» sentada en una silla con forma de garra. Luego se dirige nuevamente al piano central y cierra el cuarto acto con una versión acústica de «Born This Way». En esta parte del concierto, invita a un fan aleatorio a subir al escenario a acompañarla.
El acto cinco comienza con «Jewels N' Drugs» como interludio mientras Gaga se coloca un atuendo de látex de dos piezas color negro con una peluca verde. Entre la presentación de «Aura» y «Sexxx Dreams», la cantante lee algunas cartas de sus admiradores presentes en el público. Tras cantarse «Mary Jane Holland» y «Alejandro», concluye el quinto acto. En lugar de ir a detrás del escenario para cambiarse de atuendo, Gaga es desvestida y preparada por su equipo en pleno escenario mientras suena «Ratchet». Ahora con un atuendo verde y una peluca multicolor, la intérprete presenta «Bad Romance», «Applause» y «Swine» para acabar con el último acto. Finalmente se da el encore, donde Gaga aparece con un gran vestido y una larga peluca, ambos de color blanco brillante, e interpreta «Gypsy» para concluir con el concierto. Dependiendo el tiempo entre los interludios, la duración del espectáculo puede variar, aunque regularmente dura una hora con cincuenta minutos, sin tomar en cuenta las presentaciones de los teloneros.

## Recepción

### Comentarios de la crítica
En términos generales, la gira contó con reseñas favorables por parte de la crítica. El escritor Adam Carlson de Billboard comentó sobre el concierto de Atlanta que resultó ser «raro» y «divertido», además de haber destacado la interpretación de «MANiCURE» como una de las mejores. Melissa Ruggieri del periódico The Atlanta Journal-Constitution alabó el rendimiento vocal de la cantante y aseguró que cada canción de ARTPOP fue interpretada de manera «grandiosa». Tanto Carlson como Ruggieri hablaron favorablemente sobre la interacción de Gaga con sus seguidores a lo largo del espectáculo. Sobre el concierto en Pittsburgh, Scott Mervis del diario Pittsburgh Post-Gazette escribió que debido a la escasez de canciones acústicas, el espectáculo no fue tan musical, pero que sin duda es muy «deslumbrante», «dulce» y «sincero». Por otro lado, Keith O'Connor de Mass Live dio comentarios positivos sobre la escenografía y cerró su reseña diciendo que si tuviese que calificar el concierto por el ánimo del público, el artRAVE no tendría «ni una, ni dos, ni cinco, sino tropecientas estrellas». Chris Richards de The Washington Post resumió su reseña diciendo que: «Como un concierto pop en una arena, se siente bien. Como un ejercicio público de recíproca, amor incondicional, se siente único». El escritor Glenn Gamboa del diario News Day aclamó el espectáculo del Madison Square Garden diciendo que:

«El nuevo artRAVE: The ARTPOP Ball Tour de Lady Gaga no es el final de su carrera como muchos detractores sugieren [...] Incluso con toda la fiesta, el artRAVE aún era una lección en la construcción de la autoestima y la satisfacción. "Esta noche, quiero que sean ustedes mismos al 100%", dijo a la audiencia [...] Ella siguió su propio consejo y creó una increíble y memorable fiesta que terminó con "Gypsy", una celebración de su vida por las carreteras. Ella alteró el estribillo a "I love my New York life", y luego procedió a tomar su vuelta de la victoria mientras sus admiradores le arrojaban flores, animales de peluche y cantaban junto a ella. Después de todo, ella ganó».

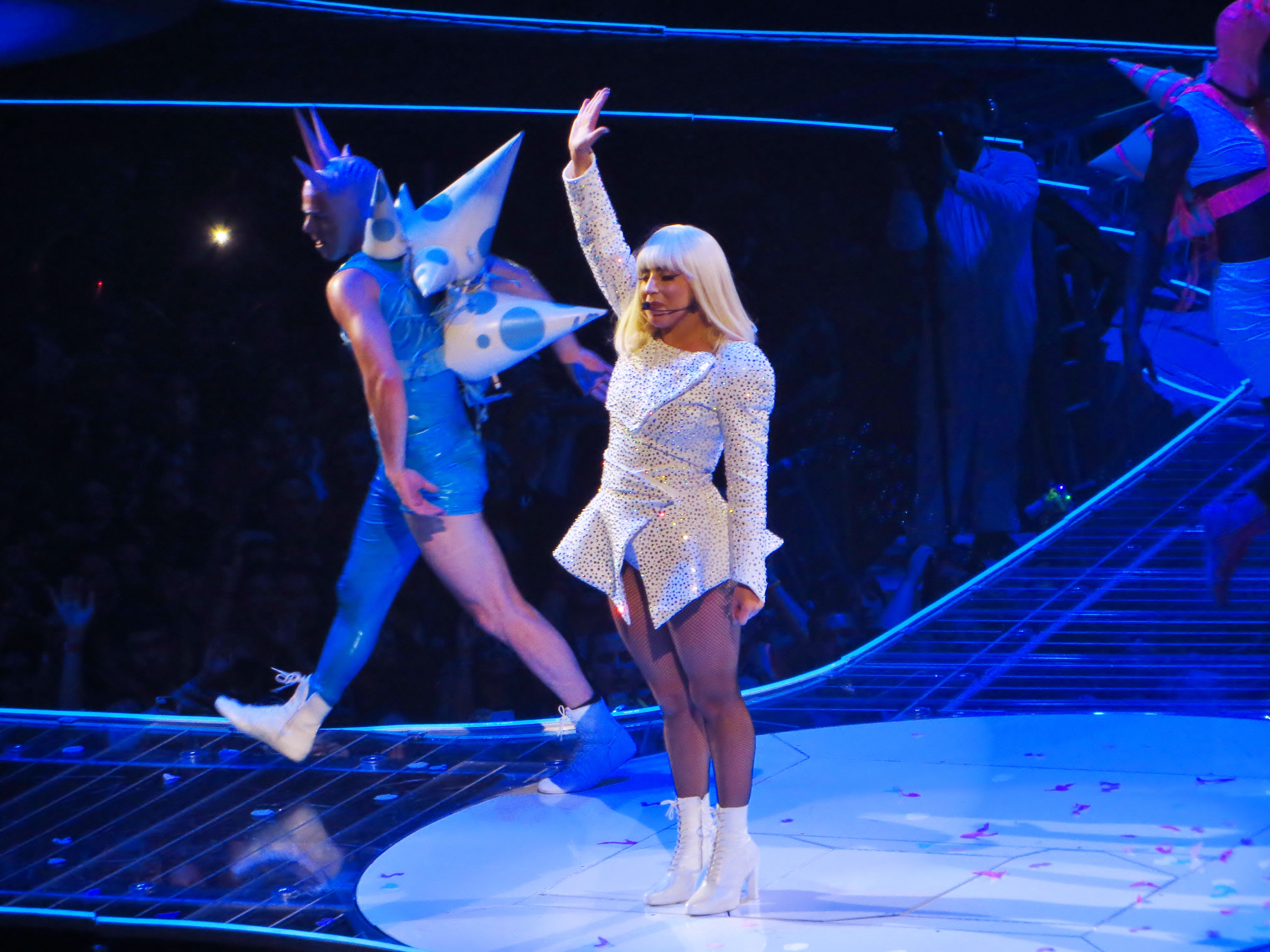
Gaga interpretando el mash-up de sus dos primeros sencillos, «Just Dance» y «Poker Face».

Por su parte, Lauren Moraski de CBS News dio una reseña favorable donde habló positivamente de la interacción con el público, la escenografía y el rendimiento vocal. Bree Gashparac de Take 40 escribió: «La gira "artRAVE" está perfectamente nombrada y es propiedad de Lady Gaga. Es una fiesta psicodélica que cautivará a cualquier seguidor de la música pop, y la noche es verdaderamente una experiencia que no se puede desaprovechar». Adam Graham de The Detroit News escribió una reseña negativa diciendo que el rendimiento en vivo de Gaga ha disminuido notablemente desde The Monster Ball Tour. Sobre el concierto del 18 de mayo de 2014 en la Quicken Loans Arena de Cleveland, Chuck Yarborough de The Plain Dealer dijo que Gaga es «terriblemente subestimada como cantante y música», aseguró que tiene «un poderoso contralto», y esto se hizo evidente durante la presentación de «Do What U Want». Adicional a ello comentó que el concierto fue «inusual y divertido», concluyendo que Gaga hizo de este «una actuación memorable». Ross Raihala de Twin Cities expresó que aunque ARTPOP tiene muchas deficientes, Gaga dio presentaciones excepcionales de canciones como «G.U.Y.», «Fashion!», y «Do What U Want», en especial de la primera de estas, cuyo sonido «resonó cada rincón del lugar y mantuvo a los admiradores gritando». Raihala se mostró decepcionado por el hecho de que la cantante solo interpretase una canción de Born This Way (2011), el cual considera como su mejor álbum.
Jon Bream de Star Tribune alabó el recital del 20 de mayo en el Xcel Energy Center de Saint Paul diciendo que a pesar de la escasez de canciones de calidad, de los tres espectáculos que Gaga ha dado en la ciudad, este fue el mejor. También comentó que hubo coreografías irresistibles, destacando las de «Bad Romance» y «Applause», pero que sin duda los mejores momentos de la noche fueron los más tranquilos e íntimos. A.D. Amorosi del diario City Paper habló favorablemente de cosas como la voz de la cantante, la cual describió como «un instrumento de Dios», así como también la interacción con el público, pero señaló que todo estaba «sobreproducido» y se hacían tantas cosas al mismo tiempo que se perdió la esencia de la Gaga clásica. Candis Hecking de The Cleveland Leader aseguró que:

«Sus trajes eran una barbaridad como se esperaba. Ella apareció luciendo como un pulpo en un momento durante el espectáculo y después separó todas las partes dejando solo un traje. Hubo confeti en el cielo durante una buena parte del espectáculo. Llenaba todo el estadio. Con los trajes, los bailes, el confeti y las luces de neón se logró la atmósfera artRAVE».

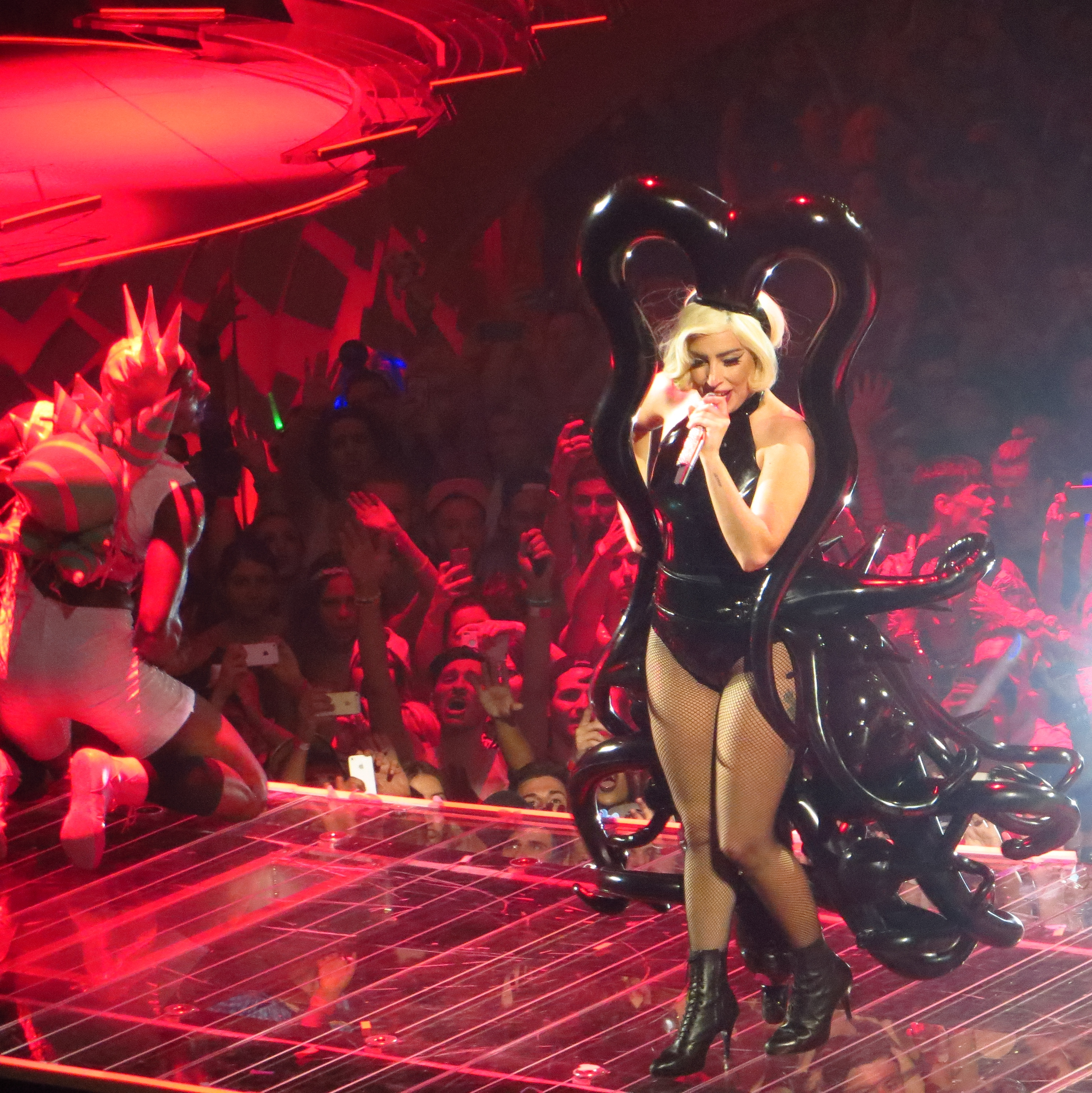
Gaga cantando «Paparazzi» con un traje de pulpo negro. Originalmente, el traje era de color azul con lunares rosa.

Los tres primeros conciertos de la gira en Canadá recibieron la aclamación crítica. Sobre el de Winnipeg, Jen Zoratti de The Winnipeg Free Press dijo que cada canción se presentó de manera «impecable», que la teatralidad era «excelente», pero que aun así esto nunca eclipsó la voz de la cantante, la cual describió como «rica y plena». Comentó que a pesar de no haber ninguna canción de Born This Way, las presentaciones de «Applause», «Mary Jane Holland», «Swine» y otras canciones «hicieron delirar toda la arena». Sobre el recital de Calgary, Gerry Krochak de Calgary Sun aseguró que la voz de Gaga era «grande, clara, completa y potente», además de haber alabado todo el concierto en general, especialmente la interpretación acústica de «Born This Way». Concluyó su crítica diciendo que ningún artista realiza espectáculos como Gaga. Sobre Edmonton, Sandra Sperounes de Edmonton Journal también expresó que uno de los momentos más destacados fue la presentación acústica de «Born This Way», y que aunque «Applause» fue un gran momento, lo mejor de la noche se vivió mientras Gaga interpretaba sus antiguos éxitos «Just Dance», «Poker Face» y «Telephone». Los conciertos en San Diego y San José también contaron con críticas favorables, especialmente por los atuendos y la energía.
Tras el primer descanso de la gira, hubo críticas desfavorables en los primeros conciertos. Críticos de Milwaukee y Boston se quejaron debido al bajo rendimiento que mostró la cantante durante sus respectivos espectáculos. Sin embargo, distintos diarios y periódicos de Montreal como Journal Métro, La Presse y Journal Montreal dieron comentarios muy favorables del concierto, alabando especialmente el registro vocal de la cantante y la energía puesta en escena. El crítico Ben Siegel de Buffalo News dijo sobre el recital en Buffalo que hubo mucha diversión, especialmente en las interpretaciones de «G.U.Y.» y «Donatella». Liz Braun de Toronto Sun le otorgó al espectáculo en Toronto una calificación de tres estrellas y media de cinco con una reseña positiva, donde aseguró que «fue un espectáculo pop en su máxima expresión». En Chicago también se presentaron reseñas favorables por el rendimiento vocal de la cantante y la ejecución de las canciones.
Los tres conciertos de Texas contaron con reseñas positivas por parte de los especialistas, en San Antonio el concierto fue descrito como «ridículamente divertido», en Houston como «muy energético» y en Dallas como «un sensacional espectáculo en vivo para recordar». Si bien en Las Vegas y Los Ángeles hubo críticas que afirmaban que el espectáculo era «entretenido», «colorido» y «energético», algunos especialistas coincidieron en que hubo un desgaste en vivo por parte de la cantante desde su The Monster Ball Tour. Aunque, ambos conciertos contaron con la asistencia de celebridades como la actriz colombiana Sofía Vergara, la cantante británica Nicole Scherzinger y la empresaria estadounidense Paris Hilton.

### Recibimiento comercial
Tras el anuncio de las fechas, se reveló que aquellos que fuesen miembros de la red social de la cantante, Littlemonsters.com, tendrían una preventa de las entradas. El 9 de diciembre de 2013 salieron a la venta las entradas para Filadelfia, Washington D. C., San José, Montreal, Chicago, Toronto, Winnipeg, Calgary, Edmonton, Las Vegas y Los Ángeles. Al día siguiente, se informó que los conciertos para Los Ángeles, Winnipeg, Calgary, Edmonton y Toronto ya estaban agotados. Por ello, se añadieron nuevas fechas para Milwaukee y Atlantic City, y sus entradas estuvieron disponibles a partir del 16 de diciembre al igual que las entradas de los demás conciertos, exceptuando el de Buffalo, que estuvo a la venta a partir del 13 de enero de 2014. Luego de que varios medios de comunicación acusaran a la cantante de mentir sobre sus fechas agotadas, Arthur Fogel, presidente de Live Nation, reveló el 6 de marzo a la revista Billboard que en los veintinueve espectáculos de Norteamérica ya se habían vendido al menos 80% de las entradas, y para entonces faltaban dos meses para iniciar la gira, por lo que desmintió totalmente el rumor de que estuviese fracasando. Adicionalmente, Fogel reveló que solo con la etapa norteamericana, la gira ya había recaudado unos $26 millones, y que no era cierto que Live Nation había perdido $30 millones promoviendo la serie de conciertos. Tras la alta demanda de entradas, fueron agregadas seis fechas adicionales para los Estados Unidos, incluyendo nuevas ciudades como Phoenix y Denver.
En Europa, la preventa de boletos comenzó el 5 de febrero en países como Bélgica y Francia, y fue patrocinada por la institución financiera American Express. Durante la preventa en el Reino Unido, los boletos se vendieron tan rápidamente que se tuvo que añadir una segunda fecha para The O2 Arena en Londres. Cuando salieron a la venta oficialmente el 8 de febrero, los cinco conciertos de la gira programados para el Reino Unido (uno en Birmingham, Mánchester y Glasgow, y dos en Londres) se agotaron en tan solo cinco minutos. Debido a ello, se añadió una tercera fecha para Londres. Tal demanda continuó incluso durante los meses siguientes, lo que llevó a que se agregaran cuatro fechas más para el Reino Unido, entre ellas una más en Birmingham y Glasgow, así como una en Sheffield y Newcastle, ciudades que no se incluyeron en las cuatro originales. Situación similar ocurrió en Francia, donde las entradas estuvieron disponibles a partir del 10 de febrero, y en menos de una hora se agotaron los dos conciertos programados para el Zénith de París. Después, se anunció una fecha para el Palais Omnisports de Paris-Bercy. En Italia las entradas estuvieron disponibles a partir del 14 de febrero, y en tan solo dos minutos ya estaban agotadas. Varios seguidores de la cantante afirmaron que al momento de finalizar la compra les apareció un aviso informando que las entradas ya no estaban disponibles, y creyeron que había sido una estafa. Sin embargo, se informó que varios boletos ya estaban apartados por la preventa, y durante la venta oficial había miles de personas en el mismo sitio haciendo su compra correspondiente. El 28 de abril, fueron añadidos más boletos para las fechas ya agotadas en Norteamérica y Europa. Al respecto, Arthur Fogel reveló que la venta de las entradas era «fantástica», y que ya se habían vendido más de 750 000 en todo el mundo. Para mediados de junio, la cifra aumentó a 800 000.
La recaudación de la gira varió mucho en todo el mundo. En los 35 conciertos reportados de la gira en Norteamérica se recaudaron $35 632 047 con una asistencia de 431 980 sobre 436 868, presentando un promedio de asistencia de 12 342 personas y $1 026 630 recaudados por concierto. En Asia se logró una recaudación de $11 496 582 y una asistencia de 77 802 sobre 77 802 con tan solo cuatro actuaciones, dando un promedio de 19 450 personas y $2 874 145 recaudados por show. Sin embargo, en Oceanía solo se lograron $5 209 555 con los seis espectáculos dados, una asistencia de 55 067 sobre 55 067, lo cual representa un promedio de 9178 asistentes y $868 259 recaudados por concierto. Finalmente en Europa se recaudó un promedio de $1 048 374 con una asistencia de 12 283.

## Actos de apertura e invitados especiales
Teloneros
- Lady Starlight (Telonera en Norteamérica, Asia, Oceanía y Europa, todas las fechas exceptuando festivales).[4]
- Hatsune Miku (Telonera en Norteamérica, del 6 de mayo al 3 de junio. También el 8 y 9 de agosto).[78][79]
- Crayon Pop (Teloneras en Norteamérica, del 26 de junio al 22 de julio, exceptuando el 4, 5 y 25 de julio).[5]
- Babymetal (Teloneras en Norteamérica, del 30 de julio al 6 de agosto).[80]
- Momoiro Clover Z (Teloneras en Japón, el día 14 de agosto).[6]
- Breedlove y Chew FU (Teloneros en Europa, del 30 de septiembre al 24 de noviembre).[81]

Invitados especiales
- T.I. (Invitado especial del 13 de mayo en el concierto del Madison Square Garden en Nueva York, Estados Unidos).[82]
- Tony Bennett (Invitado especial del 13 de septiembre en el concierto del Yarkon Park en Tel Aviv, Israel).[83]

Galería

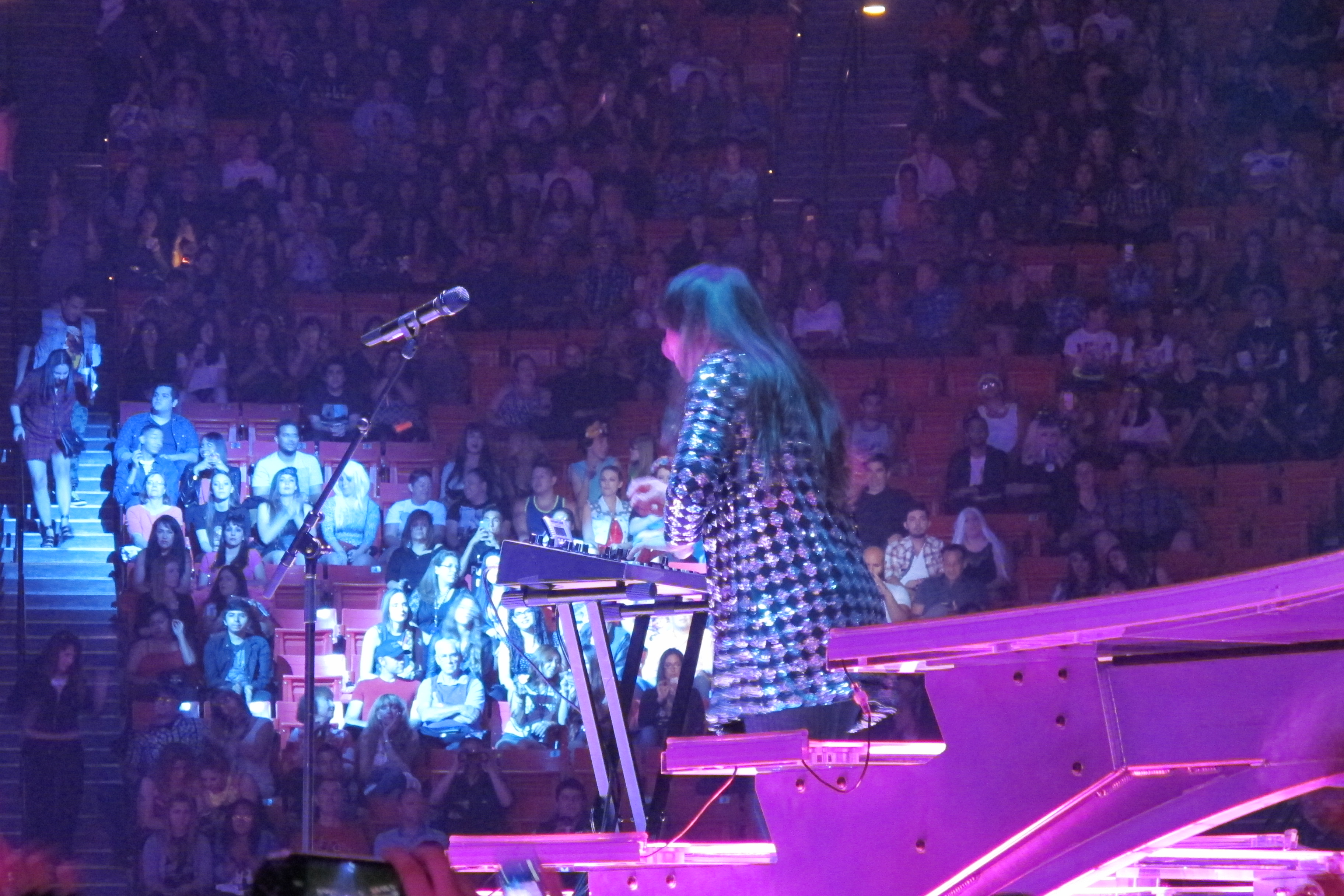
Lady Starlight
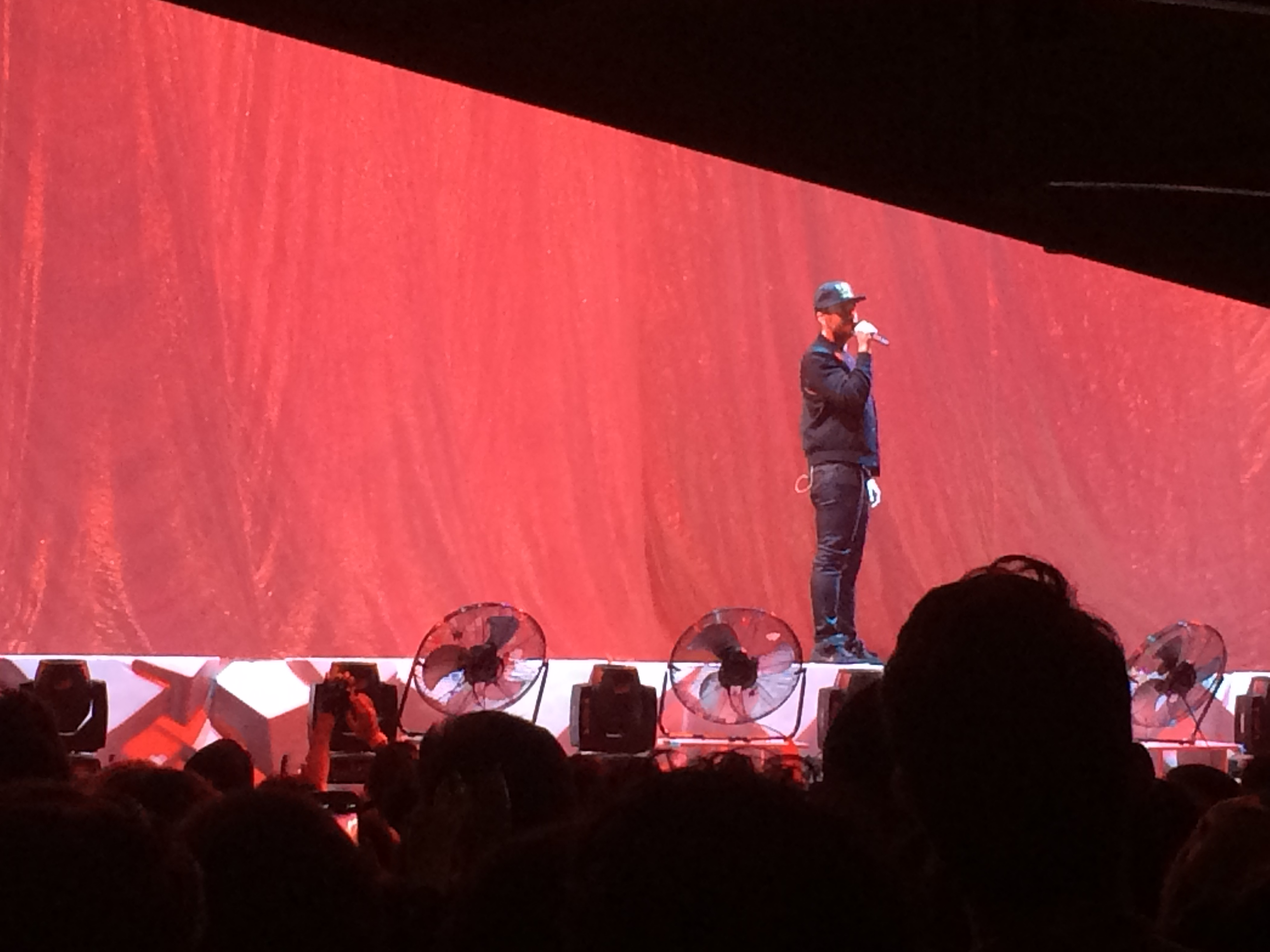
Breedlove

## Lista de canciones
Acto I
1. «ARTPOP»
2. «G.U.Y.»
3. «Donatella»
4. «Fashion!»

Acto II
1. «Venus»
2. «MANiCURE»
3. «Cake Like Lady Gaga»

Acto III
1. «Just Dance»
2. «Poker Face»
3. «Telephone»

Acto IV
1. «Partynauseous» (interludio)
2. «Paparazzi»
3. «Do What U Want»
4. «Dope»
5. «Yoü and I»
6. «Born This Way»

Acto V
1. «Jewels N' Drugs» (interludio)
2. «The Edge of Glory» / «Judas»[n. 1]
3. «Aura»
4. «Sexxx Dreams»
5. «Mary Jane Holland»
6. «Alejandro»
7. «Bang Bang (My Baby Shot Me Down)»

Acto VI
1. «Ratchet» (interludio)
2. «Bad Romance»
3. «Applause»
4. «Swine»

Encore
1. «Gypsy»

Fuente: NME.

## Fechas de la gira y recaudación
| Norteamérica — Etapa I   |                  |                        |                                  |                         |             |
| 4 de mayo de 2014        | Fort Lauderdale  | Estados Unidos         | BankAtlantic Center              | 12 977 / 12 977 (100%)  | $1 173 695  |
| 6 de mayo de 2014        | Atlanta          | Estados Unidos         | Philips Arena                    | 10 480 / 10 480 (100%)  | $941 142    |
| 8 de mayo de 2014        | Pittsburgh       | Estados Unidos         | Consol Energy Center             | 12 185 / 12 185 (100%)  | $961 090    |
| 10 de mayo de 2014       | Uncasville       | Estados Unidos         | Mohegan Sun Arena                | 7722 / 7722 (100%)      | $564 692    |
| 12 de mayo de 2014       | Washington D. C. | Estados Unidos         | Verizon Center                   | 14 866 / 14 866 (100%)  | $1 014 800  |
| 13 de mayo de 2014       | Nueva York       | Estados Unidos         | Madison Square Garden            | 14 326 / 14 326 (100%)  | $1 625 812  |
| 15 de mayo de 2014       | Filadelfia       | Estados Unidos         | Wells Fargo Center               | 15 424 / 15 424 (100%)  | $1 037 606  |
| 17 de mayo de 2014       | Detroit          | Estados Unidos         | Joe Louis Arena                  | 11 971 / 11 971 (100%)  | $954 173    |
| 18 de mayo de 2014       | Cleveland        | Estados Unidos         | Quicken Loans Arena              | 12 792 / 12 792 (100%)  | $1 000 814  |
| 20 de mayo de 2014       | Saint Paul       | Estados Unidos         | Xcel Energy Center               | 10 084 / 10 084 (100%)  | $796 395    |
| 22 de mayo de 2014       | Winnipeg         | Canadá                 | MTS Centre                       | 12 507 / 12 507 (100%)  | $974 017    |
| 25 de mayo de 2014       | Calgary          | Canadá                 | Scotiabank Saddledome            | 12 662 / 12 662 (100%)  | $982 731    |
| 26 de mayo de 2014       | Edmonton         | Canadá                 | Rexall Place                     | 13 855 / 13 855 (100%)  | $1 053 861  |
| 2 de junio de 2014       | San Diego        | Estados Unidos         | Viejas Arena                     | 9332 / 9332 (100%)      | $851 927    |
| 3 de junio de 2014       | San José         | Estados Unidos         | SAP Center at San Jose           | 13 622 / 13 622 (100%)  | $1 201 315  |
| 26 de junio de 2014      | Milwaukee        | Estados Unidos         | Marcus Amphitheater              | 18 201 / 23 089 (79%)   | $1 169 670  |
| 28 de junio de 2014      | Atlantic City    | Estados Unidos         | Boardwalk Hall                   | 13 363 / 13 363 (100%)  | $1 366 626  |
| 30 de junio de 2014      | Boston           | Estados Unidos         | TD Garden                        | 13 848 / 13 848 (100%)  | $1 190 212  |
| 2 de julio de 2014       | Montreal         | Canadá                 | Bell Centre                      | 12 709 / 12 709 (100%)  | $965 286    |
| 4 de julio de 2014       | Quebec           | Canadá                 | Llanuras de Abraham              | —                       | —           |
| 5 de julio de 2014       | Ottawa           | Canadá                 | LeBreton Flats                   | —                       | —           |
| 7 de julio de 2014       | Buffalo          | Estados Unidos         | First Niagara Center             | 12 076 / 12 076 (100%)  | $874 785    |
| 9 de julio de 2014       | Toronto          | Canadá                 | Air Canada Centre                | 15 813 / 15 813 (100%)  | $1 355 260  |
| 11 de julio de 2014      | Chicago          | Estados Unidos         | United Center                    | 15 112 / 15 112 (100%)  | $1 314 360  |
| 14 de julio de 2014      | San Antonio      | Estados Unidos         | AT&T Center                      | 10 125 / 10 125 (100%)  | $888 278    |
| 16 de julio de 2014      | Houston          | Estados Unidos         | Toyota Center                    | 11 410 / 11 410 (100%)  | $967 441    |
| 17 de julio de 2014      | Dallas           | Estados Unidos         | American Airlines Center         | 11 949 / 11 949 (100%)  | $1 006 048  |
| 19 de julio de 2014      | Las Vegas        | Estados Unidos         | MGM Grand Garden Arena           | 24 948 / 24 948 (100%)  | $2 379 981  |
| 21 de julio de 2014      | Los Ángeles      | Estados Unidos         | Staples Center                   | 26 923 / 26 923 (100%)  | $2 444 324  |
| 22 de julio de 2014      | Los Ángeles      | Estados Unidos         | Staples Center                   | 26 923 / 26 923 (100%)  | $2 444 324  |
| 25 de julio de 2014      | Atlanta          | Estados Unidos         | Centennial Olympic Park          | —                       | —           |
| 30 de julio de 2014      | Phoenix          | Estados Unidos         | US Airways Center                | 8187 / 8187 (100%)      | $670 198    |
| 1 de agosto de 2014      | Las Vegas        | Estados Unidos         | MGM Grand Garden Arena           | [ n. 6 ]                | —           |
| 2 de agosto de 2014      | Stateline        | Estados Unidos         | Harveys Lake Tahoe               | 7189 / 7189 (100%)      | $997 536    |
| 4 de agosto de 2014      | Salt Lake City   | Estados Unidos         | EnergySolutions Arenae           | 9359 / 9359 (100%)      | $516 910    |
| 6 de agosto de 2014      | Denver           | Estados Unidos         | Pepsi Center                     | 10 660 / 10 660 (100%)  | $853 570    |
| 8 de agosto de 2014      | Seattle          | Estados Unidos         | Key Arena                        | 10 882 / 10 882 (100%)  | $874 668    |
| 9 de agosto de 2014      | Vancouver        | Canadá                 | Rogers Arena                     | 13 449 / 13 449 (100%)  | $962 524    |
| Asia — Etapa II          |                  |                        |                                  |                         |             |
| 13 de agosto de 2014     | Tokio            | Japón                  | QVC Marine Field                 | 50 453 / 50 453 (100%)  | $7 874 436  |
| 14 de agosto de 2014     | Tokio            | Japón                  | QVC Marine Field                 | 50 453 / 50 453 (100%)  | $7 874 436  |
| 16 de agosto de 2014     | Seúl             | Corea del Sur          | Estadio Olímpico de Seúl         | —                       | —           |
| Oceanía — Etapa III      |                  |                        |                                  |                         |             |
| 20 de agosto de 2014     | Perth            | Australia              | Perth Arena                      | 8120 / 8120 (100%)      | $744 661    |
| 23 de agosto de 2014     | Melbourne        | Australia              | Rod Laver Arena                  | 17 253 / 17 253 (100%)  | $1 732 910  |
| 24 de agosto de 2014     | Melbourne        | Australia              | Rod Laver Arena                  | 17 253 / 17 253 (100%)  | $1 732 910  |
| 26 de agosto de 2014     | Brisbane         | Australia              | Brisbane Entertainment Centre    | 9249 / 9249 (100%)      | $913 894    |
| 30 de agosto de 2014     | Sídney           | Australia              | Allphones Arena                  | 20 445 / 20 445 (100%)  | $1 818 090  |
| 31 de agosto de 2014     | Sídney           | Australia              | Allphones Arena                  | 20 445 / 20 445 (100%)  | $1 818 090  |
| Asia — Etapa IV          |                  |                        |                                  |                         |             |
| 10 de septiembre de 2014 | Dubái            | Emiratos Árabes Unidos | Meydan Racecourse                | 8365 / 8365 (100%)      | $1 835 201  |
| 13 de septiembre de 2014 | Tel Aviv         | Israel                 | Yarkon Park                      | 18 984 / 18 984 (100%)  | $1 786 945  |
| Europa — Etapa V         |                  |                        |                                  |                         |             |
| 16 de septiembre de 2014 | Estambul         | Turquía                | Estadio de la ITU                | 19 157 / 19 157 (100%)  | $1 123 106  |
| 19 de septiembre de 2014 | Atenas           | Grecia                 | Estadio Olímpico de Atenas       | 26 860 / 26 860 (100%)  | $941 091    |
| 23 de septiembre de 2014 | Amberes          | Bélgica                | Sportpaleis                      | 15 188 / 15 188 (100%)  | $1 394 133  |
| 24 de septiembre de 2014 | Ámsterdam        | Países Bajos           | Ziggo Dome                       | 14 196 / 14 196 (100%)  | $1 273 725  |
| 27 de septiembre de 2014 | Herning          | Dinamarca              | Jyske Bank Boxen                 | 10 534 / 10 534 (100%)  | $916 980    |
| 29 de septiembre de 2014 | Oslo             | Noruega                | Telenor Arena                    | 8948 / 8948 (100%)      | $708 509    |
| 30 de septiembre de 2014 | Estocolmo        | Suecia                 | Ericsson Globe                   | —                       | —           |
| 3 de octubre de 2014     | Hamburgo         | Alemania               | O2 World de Hamburgo             | 11 430 / 11 430 (100%)  | $1 094 202  |
| 5 de octubre de 2014     | Praga            | República Checa        | O2 Arena                         | 10 734 / 10 734 (100%)  | $776 719    |
| 7 de octubre de 2014     | Colonia          | Alemania               | Lanxess Arena                    | 13 189 / 13 189 (100%)  | $1 139 559  |
| 9 de octubre de 2014     | Berlín           | Alemania               | O2 World                         | 10 555 / 10 555 (100%)  | $950 331    |
| 15 de octubre de 2014    | Birmingham       | Reino Unido            | National Indoor Arena            | 12 092 / 12 092 (100%)  | $1 329 847  |
| 17 de octubre de 2014    | Dublín           | Irlanda                | The O2                           | 11 497 / 11 497 (100%)  | $1 117 109  |
| 19 de octubre de 2014    | Glasgow          | Reino Unido            | SSE Hydro                        | 11 554 / 11 554 (100%)  | $1 278 571  |
| 21 de octubre de 2014    | Mánchester       | Reino Unido            | Phones 4u Arena                  | 14 719 / 14 719 (100%)  | $1 625 149  |
| 23 de octubre de 2014    | Londres          | Reino Unido            | The O2 Arena                     | 42 845 / 42 845 (100%)  | $4 631 817  |
| 25 de octubre de 2014    | Londres          | Reino Unido            | The O2 Arena                     | 42 845 / 42 845 (100%)  | $4 631 817  |
| 26 de octubre de 2014    | Londres          | Reino Unido            | The O2 Arena                     | 42 845 / 42 845 (100%)  | $4 631 817  |
| 30 de octubre de 2014    | París            | Francia                | Zénith de Paris                  | 12 301 / 12 301 (100%)  | $1 071 553  |
| 31 de octubre de 2014    | París            | Francia                | Zénith de Paris                  | 12 301 / 12 301 (100%)  | $1 071 553  |
| 2 de noviembre de 2014   | Viena            | Austria                | Wiener Stadthalle                | 11 586 / 13 598 (85%)   | $1 055 678  |
| 4 de noviembre de 2014   | Milán            | Italia                 | Mediolanum Forum                 | 10 852 / 10 852 (100%)  | $989 889    |
| 6 de noviembre de 2014   | Zúrich           | Suiza                  | Hallenstadion                    | 13 259 / 13 259 (100%)  | $1 314 684  |
| 8 de noviembre de 2014   | Barcelona        | España                 | Palau Sant Jordi                 | 17 513 / 17 513 (100%)  | $1 420 987  |
| 10 de noviembre de 2014  | Lisboa           | Portugal               | MEO Arena                        | 7345 / 7345 (100%)      | $365 313    |
| 13 de noviembre de 2014  | Birmingham       | Reino Unido            | National Indoor Arena            | 6129 / 6129 (100%)      | $455 781    |
| 16 de noviembre de 2014  | Glasgow          | Reino Unido            | SSE Hydro                        | 10 403 / 10 403 (100%)  | $681 824    |
| 20 de noviembre de 2014  | Sheffield        | Reino Unido            | Motorpoint Arena                 | 11 528 / 11 528 (100%)  | $672 004    |
| 22 de noviembre de 2014  | Newcastle        | Reino Unido            | Metro Radio Arena                | 8779 / 8779 (100%)      | $824 555    |
| 24 de noviembre de 2014  | París            | Francia                | Palais Omnisports de Paris-Bercy | 13 018 / 13 018 (100%)  | $1 249 746  |
| Total                    | Total            | Total                  | Total                            | 920 088 / 926 988 (99%) | $83 040 746 |

### Conciertos cancelados y/o reprogramados
| Fecha              | Ciudad, País                     | Lugar              | Motivo |
| ------------------ | -------------------------------- | ------------------ | --- |
| 12 de mayo de 2014 | Filadelfia, Estados Unidos       | Wells Fargo Center | Fechas de los conciertos intercambiadas debido a conflicto con un partido de baloncesto de los Washington Wizards. |
| 15 de mayo de 2014 | Washington D. C., Estados Unidos | Verizon Center     | Fechas de los conciertos intercambiadas debido a conflicto con un partido de baloncesto de los Washington Wizards. |
| 28 de mayo de 2014 | Seattle, Estados Unidos          | Key Arena          | Conciertos reprogramados a los días 8 y 9 de agosto de 2014 por bronquitis aguda de la cantante.                   |
| 30 de mayo de 2014 | Vancouver, Canadá                | Rogers Arena       | Conciertos reprogramados a los días 8 y 9 de agosto de 2014 por bronquitis aguda de la cantante.                   |

## Personal
| - Lady Gaga (artista principal) - Bobby Campbell (mánager) - Richard Jackson (director visual y coreógrafo) - Brandon Maxwell (vestuario) - Roy Bennett (productor y escenógrafo) - Michael Bearden (director musical) - Lacee Franks (coordinador creativo) - Alexander Delgado (director artístico) - Vincent Herbert (mánager de Streamline) | - Sonja Durham (director general) - Ashley Gutiérrez (asistencia al personal) - Tara Savelo (maquillaje) - Frederic Aspiras (estilista) - Perry Meek (diseño de vestuario) - Sandra Amador (estilista) - Mary Jo Spillane (mánager de carretera) - Peter van der Been (seguridad) - Robert Marshall (seguridad) |

Fuente: Libro oficial del artRAVE: The ARTPOP Ball Tour.